# Jesús Poves Moreno
Jesús Poves Moreno (Badajoz, Extremadura, 9 de noviembre de 1975) es un exjugador de baloncesto profesional y entrenador de nacionalidad española.

## Biografía
Chus Poves nació en la ciudad extremeña de Badajoz, y se formó como jugador en las categorías inferiores del B.B.C. | Badajoz Baloncesto Club, debutando en este  club en la temporada 1993-94  en 1.ª División B, en su primera temporada como jugador senior.  
Es en la temporada siguiente cuando da el salto  como profesional en la liga EBA de la mano del CABA Albacete 1994-95. Una temporada más tarde pone rumbo a la conferencia sur de liga Eba para jugar en el  Club Baloncesto Motril Costa Tropical de Granada 1995-96, donde una buena temporada le abre las puertas para  regresar a su región y jugar  en el  CB Plasencia durante dos temporadas consecutivas 1996-98. 
Es desde aquí desde donde daría el salto de nuevo en su ciudad natal al proyecto deportivo en la  Liga LEB ORO  de la mano del Club  Círculo Badajoz  disputando la temporada 1998-99.  
Desde entonces ha formado parte  ininterrumpidamente durante 12 temporadas en diferentes equipos de la liga LEB Oro. 
Dos temporadas en CB La Coruña | Sondeos del Norte  1999-01. 
Al año siguiente cambia de latitudes y juega durante una temporada en C.B. Melilla 2001-02. 
Un gran año en el cuadro melillense le llevarían a fichar en la temporada 2002-203 por el Gijón Baloncesto.  
En la  temporada 2003-04 jugaría en C.B. Los Barrios para volver de nuevo a la que sería su casa durante tres temporadas consecutivas  Gijón Baloncesto desde 2004-07.  
Una vez culminada de esta etapa en Asturias, ficharía por una temporada en Cantabria Lobos 2007-08, para regresar en la temporada siguiente  2008-2009 al proyecto Extremeño en LEB ORO en el Caceres 2016. 
Ya en la temporada 2009-10 ficharía  por el Palencia Basket 2009-10. Una importante lesión de clavícula no le permitiría acabar la temporada. 
No es hasta la temporada 2010-11, una vez recuperado de la importante lesión, cuando vuelve  a Badajoz  y a la liga EBA en el Club  Asociación Baloncesto Pacense donde disputaría  su última temporada como jugador profesional en activo, ascendiendo a Leb Plata.
Una vez retirado de las canchas, inicia una nueva etapa como entrenador, dando sus primeros pasos en el baloncesto femenino, concretamente en el Club  Badajoz Basket Femenino, consiguiendo un ascenso como entrenador ayudante a Liga Femenina 2 en la temporada 2012-13.
La temporada 2013-14 continuaría como entrenador asistente en Liga Femenina 2.
Una temporada después 2014-15, daría el salto al baloncesto Asturiano donde de la mano del Baloncesto Villa de Mieres sería entrenador asistente en Liga Eba y en categorías inferiores.
Sería en la temporada 2015-2016 cuando forma parte de la creación del proyecto del GIJÓN BASKET 2015 en la ciudad de Gijón.
En la primera temporada 2015-16 ya como entrenador jefe consigue el ascenso a Liga EBA desde 1.ª división nacional.
El segundo año 2016-17 disputa la Liga EBA conferencia A-B  como 1.º entrenador.
2017-19 pasa a los despachos como director deportivo compaginándolo como entrenador de cantera del club.
Chus Poves tiene en el Gijón Basket 2015 su primer trabajo como entrenador jefe. Como jugador fue un escolta/alero de 1,96 metros que destacaba por su buen tiro y unas grandes condiciones físicas que le convertían en un excelente defensor.

## Clubes
- 1994-95 C.A.B.A. Albacete. liga EBA
- 1995-96  Motril Costa Tropical. liga EBA
- 1996-98 CB Plasencia. liga EBA
- 1998-00 Círculo Badajoz. liga LEB
- 1999-00 CB La Coruña. liga LEB
- 2000-01 CB La Coruña. liga LEB
- 2001-02 CB Melilla. liga LEB
- 2002-03 CB Gijón. liga LEB
- 2003-04 CB Los Barrios. liga LEB
- 2004-07 CB Gijón. liga LEB
- 2007-08 Cantabria Lobos. LEB Oro
- 2008-09 Cáceres 2016. LEB Oro
- 2009-10 Palencia Basket. LEB Oro
- 2010-11 ABP. Liga EBA
- 2012-13 Badajoz Basket Femenino Cafés Barco. 2.ª División Nacional. (Entrenador Asistente)
- 2013-14 Badajoz Basket Femenino | Cafés Barco. LF2. (Entrenador asistente)
- 2013-15 BVM2012. Liga EBA. (Entrenador Asistente)
- 2015-16 Gijón Basket 2015. liga EBA. (Entrenador).